# Listrocheiritium noricum
Listrocheiritium noricum är en mångfotingart som beskrevs av Karl Wilhelm Verhoeff 1913. Listrocheiritium noricum ingår i släktet Listrocheiritium och familjen knöldubbelfotingar. Inga underarter finns listade i Catalogue of Life.